# Da Mouth
Da Mouth (en chino: 大 嘴巴, pinyin: dà zuǐ bā, literalmente "Big Mouth") es una banda de género hip hop taiwanés integrada por MC40, DJ Chung Hua, el vocalista Harry y la vocalista Aisa. Ellos han sdo considerados los The Black Eyed Peas asiátcos, debido a la diversidad del grupo. El nombre de la banda se traduce directamente en "Big mouth" o "Boca Grande". El nombre de la banda en inglés, deriva de la concatenación del carácter chino para el "gran" 大, que cuando se hace uso de la romanizada pinyin "da" y la traducción de la segunda parte de su nombre de la banda. Lanzaron su primer álbum homónimo "Da Mouth", el 16 de noviembre de 2007.
El grupo ganó los premios "19th Golden Melody Awards" en 2008 y "22nd Golden Melody Awards" en 2011, como la mejor banda del momento.

## Integrantes
- Chung Hua - Taiwanés / Japonés - DJ
- Harry (張懷秋) - Coreano / Taiwanés- vocalista
- MC40 (薛仕凌) - Canadense / Taiwanés - MC/Rapero
- Aisa (o Aisha) (千田愛紗) - Japonesa - Vocalista

## Discografía
| Información del Álbum                                                                                               | Pistas |
| --- | --- |
| Da Mouth - Released: 16 de noviembre de 2007 - Format: CD - Label: Universal Music                                  | Ver listaTracklisting 1. The Starting 4 2. Kao Guo Lai / 靠過來 3. Get You Back 4. Jie Guo Lie / 結果咧 Intro 5. Jie Guo Lie / 結果咧 6. Step On The Beat 7. Wo Yuan Yi / 我願意 8. Wo Jiu Shi Xi Huan Ni / 我就是喜歡你 9. Cool Boy 10. Da Zui Ba / 大嘴巴 11. 119 12. Wu Ke Qu Dai / 無可取代 13. Huai Qiu / 懷秋                                  |
| 王元口力口 (Wang Yuan Kou Li Kou)(player) - Released: 19 de diciembre de 2008 - Format: CD - Label: Universal Music | Ver listaTracklisting 1. Intro 2. Da Now Yi Chang / Da Now一場 3. Guo Wang Huang Hou / 國王皇后 (Puma Ad Song) 4. Jin Gu Zhou / 緊箍咒 5. Ai De Xuan Yan / 愛的宣言 (Kobayashi Glasses Ad Song) 6. Yong Yuan Zai Shen Bian / 永遠在身邊 7. Falling Like Dat 8. Asalato Box 9. We Wanna Party 10. Xiao Xin Yan / 小心眼 11. Down 12. You Are My Angel |
| 万凸3 (One Two Three) - Released: 23 de enero de 2010 - Format: CD - Label: Universal Music                         | Ver listaTracklisting 1. 3010 2. Rock It 3. La She / 喇舌 4. Green Kicks 5. Ai Bu Ai Wo / 愛不愛我 6. Sou Xun You Xi / 搜尋遊戲 7. Qian Xin De Peng You / 牽心的朋友 8. Back To The Future 9. Wei Lai Pai Dui / 未來派對 10. Turn Up The Music 11. Happy Birthday My Dear 12. ShInInG                                                                |
| 流感 (ˋinfluəns) - Released: 27 de abril de 2012 - Format: CD - Label: Universal Music                              | Ver listaTracklisting 1. 張大你的嘴巴 2. 流感 3. 你怕誰 4. R u kiDdiNg mE 5. Beautiful Luv 6. Maybe 的機率 7. 防衛心態 8. Up 3x 9. BaBOO 10. 最親的擁抱 11. Baby Gnite |

## Premios y nominacones
| Año  | Premio                    | Categoría          | Nominacón                  | Resultado | Referencias |
| ---- | ------------------------- | ------------------ | -------------------------- | --------- | ----------- |
| 2008 | 19th Golden Melody Awards | Best Singing Group | Da Mouth for Da Mouth      | Ganador   |             |
| 2011 | 22nd Golden Melody Awards | Best Singing Group | Da Mouth for One Two Three | Ganador   |             |